# Marten Eikelboom
Marten Eikelboom (Zwolle, 12 oktober 1973) is een voormalig Nederlandse hockeyer. Hij speelde in totaal 177 officiële interlands (58 doelpunten) voor de Nederlandse hockeyploeg. Hij nam tweemaal deel aan de Olympische Spelen en won hierbij twee medailles.
De zeer technische en behendige aanvaller die zijn carrière op jonge leeftijd begon bij Hattem maakte zijn debuut voor het Nederlands elftal op 5 juni 1994 in de oefeninterland Nederland-Nieuw-Zeeland (3-0). Zijn laatste interland speelde de goaltjesdief ruim tien jaar later, op 27 augustus 2004 in de finale van de Olympische Spelen van Athene: Nederland-Australië (1-2). Eikelboom maakte tevens deel uit van de ploeg die de olympische titel won in Sydney. Verder speelde hij twee wereldkampioenschappen met het Nederlands team en won hij vier keer de Champions Trophy.
Eikelboom streek in 1994 neer bij Amsterdam, en met die club won hij viermaal de landstitel in de Nederlandse hoofdklasse.

## Internationale erelijst
| Jaar | Toernooi               | Plaats                 | Resultaat     |
| ---- | ---------------------- | ---------------------- | ------------- |
| 1994 | Wereldkampioenschap    | Sydney, Australië      | Zilver        |
| 1995 | Europees kampioenschap | Dublin, Ierland        | Zilver        |
| 1996 | Champions Trophy       | Madras, India          | Goud          |
| 1997 | Champions Trophy       | Adelaide, Australië    | Vierde plaats |
| 1998 | Champions Trophy       | Lahore, Pakistan       | Goud          |
| 1999 | Champions Trophy       | Brisbane, Australië    | Brons         |
| 1999 | Europees kampioenschap | Padova, Italië         | Zilver        |
| 2000 | Champions Trophy       | Amstelveen, Nederland  | Goud          |
| 2000 | Olympische Spelen      | Sydney, Australië      | Goud          |
| 2001 | Champions Trophy       | Rotterdam, Nederland   | Brons         |
| 2002 | Wereldkampioenschap    | Kuala Lumpur, Maleisië | Brons         |
| 2004 | Olympische Spelen      | Athene, Griekenland    | Zilver        |

Jacques Brinkman · 
Jaap-Derk Buma · 
Jeroen Delmee · 
Marten Eikelboom · 
Piet-Hein Geeris · 
Ronald Jansen · 
Erik Jazet · 
Bram Lomans · 
Teun de Nooijer · 
Wouter van Pelt · 
Stephan Veen · 
Guus Vogels · 
Diederik van Weel · 
Sander van der Weide · 
Remco van Wijk · 
Peter Windt ·
Coach: Maurits Hendriks
Matthijs Brouwer · 
Ronald Brouwer · 
Jeroen Delmee · 
Geert-Jan Derikx · 
Rob Derikx · 
Marten Eikelboom · 
Floris Evers · 
Erik Jazet · 
Karel Klaver · 
Jesse Mahieu · 
Teun de Nooijer · 
Rob Reckers · 
Taeke Taekema · 
Klaas Veering · 
Guus Vogels · 
Sander van der Weide ·
Coach: Terry Walsh